# Xysticus tsanghoensis
Xysticus tsanghoensis là một loài nhện trong họ Thomisidae.
Loài này thuộc chi Xysticus. Xysticus tsanghoensis được Hsen Hsu Hu miêu tả năm 2001.